# Mistrzostwa Europy w Judo 1951
1. Mistrzostwa Europy w Judo odbyły się w dniach 5-6 grudnia 1951 roku w Paryżu. 

## Klasyfikacja medalowa
| Miejsce | Państwo         |   |   |    | Razem |
| ------- | --------------- | - | - | -- | ----- |
| 1       | Francja         | 6 | 0 | 0  | 6     |
| 2       | Wielka Brytania | 0 | 4 | 0  | 4     |
| 3       | RFN             | 0 | 1 | 2  | 3     |
| 4       | Holandia        | 0 | 1 | 1  | 2     |
| 5       | Belgia          | 0 | 0 | 3  | 3     |
| 6       | Austria         | 0 | 0 | 2  | 2     |
| 7       | Włochy          | 0 | 0 | 1  | 1     |
| .       | Szwajcaria      | 0 | 0 | 1  | 1     |
| Razem   | Razem           | 6 | 6 | 10 | 22    |

## Medaliści

### Mężczyźni
| Konkurencja: | Złoto:                                                                                | Srebro:                                                                   | Brąz: |
| −1 dan       | Bernard Pariset                                                                       | Walter Schombert                                                          | Robert Jaquemond Georges Ravinet |
| −2 dan       | Guy Cauquil                                                                           | J.Chaplain                                                                | Dik Koning Robert Tobler |
| −3 dan       | Jean de Herdt                                                                         | Geoff Gleeson                                                             | ---- |
| −1 kyu       | Michel Dupré                                                                          | Anton Geesink                                                             | Richard Unterburger Elio Volpi |
| −Open        | Jean de Herdt                                                                         | Geoff Gleeson                                                             | Georges Ravinet Robert Jaquemond |
| Drużynowo    | Guy Cauquil · Jean de Herdt · Claude Mallet · Bernard Pariset · Guy Verrier · Francja | J.Chaplain · Geoff Gleeson · C.Grant · Hobson · H.Rhoda · Wielka Brytania | René Beckers · Jacques Callier · Jean-Marie Falise · Georges Ravinet · Willy Struelens · Belgia · Armin Aigner · Horst Lehmann · Walter Schombert · Richard Unterburger · RFN |